# Личуань (Хубэй)
Личуа́нь (кит. упр. 利川, пиньинь Lichuan) — городской уезд в Эньши-Туцзя-Мяоском автономном округе провинции Хубэй КНР.

## География

### Флора
В окрестности Личуаня произрастает метасеквойя — уникальное растение, занесённое в Международную красную книгу.

## История
Долгое время на этих землях не было китайских административных структур, они управлялись местными вождями (тусы). Лишь во времена империи Цин был взят курс на интеграцию племён в общеимперскую структуру, и в 1735 году был создан уезд Личуань (利川县).
После образования КНР в 1949 году был образован Специальный район Эньши (恩施专区), и уезд вошёл в его состав. В 1970 году Специальный район Эньши был переименован в Округ Эньши (恩施地区).
Постановлением Госсовета КНР от 19 августа 1983 года был ликвидирован округ Эньши, а вместо него был создан Эси-Туцзя-Мяоский автономный округ (鄂西土家族苗族自治州).
В 1986 году уезд Личуань был преобразован в городской уезд.
В 1993 году Эси-Туцзя-Мяоский автономный округ был переименован в Эньши-Туцзя-Мяоский автономный округ.

## Административное деление
Городской уезд делится на 2 уличных комитета, 7 посёлков и 5 волостей.

## Транспорт

### Железнодорожный
Личуань является важным железнодорожным узлом для сообщения между Шанхаем и Уханем на востоке, и Чунцином и Чэнду на западе.
Через город проходит высокоскоростная пассажирская линия Шанхай — Ухань — Чэнду. Участок Ичан — Ваньчжоу пущен в эксплуатацию в 2010 году, ответвление Чунцин — Личуань — в 2012 году.

### Автомобильный
Через Личуань проходит автомобильная магистраль Годао 318, соединяющая Шанхай с Тибетом вплоть до границы Непала.
Важное значение имеет скоростное шоссе Личуань — Сяньфэн.